# Thuidium sachalinense
Thuidium sachalinense là một loài rêu trong họ Thuidiaceae. Loài này được Lindb. mô tả khoa học đầu tiên năm 1872.